# The Seattle Times
The Seattle Times — ежедневная широкополосная газета города Сиэтл, штат Вашингтон, США. Ближайшим конкурентом до 2009 года была Seattle Post-Intelligencer (SPI), пока та не перешла полностью в онлайн-формат. Немалую роль в разорении SPI сыграла сама Times.

## История
Впервые эта четырёхстраничная газета под названием Seattle Press-Times вышла в 1891 году, её тираж тогда составлял 3500 экземпляров. В 1896 году газету купил учитель-юрист из штата Мэн Олден Блетен. Он переименовал её в Seattle Daily Times и удвоил тираж за полгода. К 1915 году тираж вырос ещё в десять раз и составлял 70 000 экземпляров.
Редакция газеты переехала в здание Таймс-сквер на углу 5-й авеню и Олив-Уэй в 1915 году. В 1930-м была построена новая штаб-квартира, здание Сиэтл Таймс Times, к северу от Денни-Уэй. В 2011 году газета переехала в свою нынешнюю штаб-квартиру на 1000 Денни-Уэй.
C 1896 по 2000 год The Seattle Times была так называемой «послеполуденной газетой», то есть печаталась утром и доставлялась читателям после обеда. С 6 марта 2000 года Times стала «утренней» — печатается ночью, доставляется утром. Это связано с тем, что руководство обратило внимание на то, что «послеполуденные газеты» стали чаще разоряться и имеют меньше подписчиков. Это поставило Times в прямую конкуренцию с ее партнером по соглашению о совместной деятельности (JOA), утренним Seattle Post-Intelligencer. Девять лет спустя Post-Intelligencer стал онлайн-изданием.
Газета имеет десять Пулитцеровских премий (в 1997 году получена дважды), в том числе в 2010 году выиграла её в категории «Выдающаяся подача сенсационного материала». Тогда репортёры The Seattle Times освещали убийство четырёх полицейских в городе Лейквуд и 40-часовую погоню за подозреваемым. В этой же категории The Seattle Times получила эту же премию в 2012 году. Она стала результатом расследования Майкла Беренса и Кена Армстронга о более 2000 смертей, вызванных использованием метадона в штате Вашингтон в качестве рекомендуемого болеутоляющего средства в рамках программы государственной поддержки. В 2014 году The Seattle Times получила премию за освещение новостей об оползне, ставшем причиной гибели 43 человек в Осо, штат Вашингтон.
По данным на март 2013 года тираж газеты составляет 229 764 экземпляра в будни и 336 363 в воскресенье.
Times является одним из немногих оставшихся крупных городских ежедневных изданий в Соединенных Штатах, независимо управляемых и принадлежащих местной семье — потомкам Блетена, купившего Times в конце XIX века. Компания Seattle Times, которой принадлежит Times, также владеет тремя другими газетами в Вашингтоне и ранее владела несколькими газетами в штате Мэн, которые были проданы MaineToday Media. Компания McClatchy владеет 49,5% акций с правом голоса компании Seattle Times, ранее принадлежавших Knight Ridder до 2006 года.

## Критика

### Спорный подзаголовок
В феврале 2002 года Seattle Times опубликовала подзаголовок «американка затмевает Кван и Слуцкую в фигурном катании» после того, как Сара Хьюз завоевала золотую медаль на Олимпийских играх 2002 года. Многие американцы азиатского происхождения чувствовали себя оскорбленными действиями Times, потому что Мишель Кван также является американкой. Лидеры азиатской общины в Америке критиковали подзаголовок как увековечивающий стереотип, что люди другого цвета никогда не смогут быть настоящими американцами.
Эта ситуация повторила аналогичный инцидент, который произошел со статьей MSNBC во время зимних Игр в 1998 году, о котором сообщалось в Times.
Исполнительный редактор газеты Майк Фанчер извинился за ситуацию со спорным подзаголовком.

### Поддержка референдума
В октябре 2012 года The Seattle Times обратила на себя внимание агрессивной рекламной кампанией, направленной на поддержку республиканца Роба Маккенны и проведение референдума о легализации однополых браков. Позднее руководство газеты заявило, что этим они хотели показать насколько эффективна реклама именно в их издании. На поддержку Маккены газета израсходовала 75 750 долларов, заняв третью строчку в списке независимых жертвователей по количеству вложенных денег в эту кампанию. Более 100 сотрудников подписали письмо протеста, направленное издателю Seattle Times Фрэнку Блетену, назвав его решение «беспрецедентным актом».

## Соглашение о совместной деятельности (JOA)

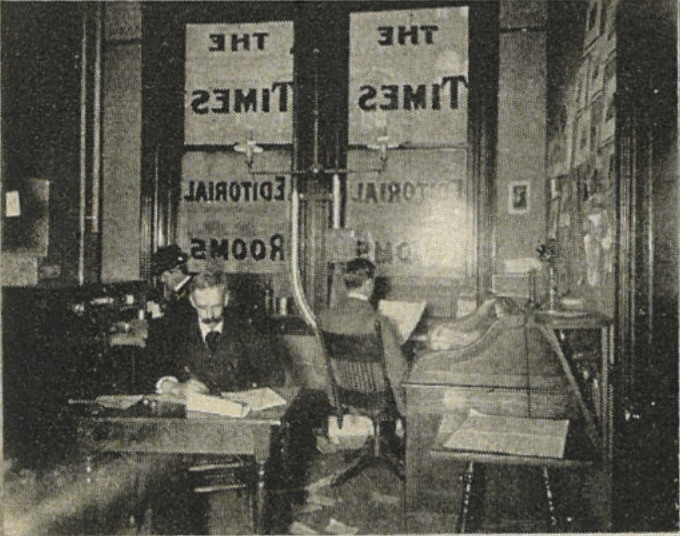
«Комната редактора новостей», одна из группы четырёх фотографий в брошюре Seattle and the Orient (1900), коллективно озаглавленной «The Seattle Daily Times »— редакционный отдел

С 1983 по 2009 год Times и другая крупная газета Сиэтла Seattle Post-Intelligencer, управлялись в соответствии с «соглашением о совместной деятельности» (JOA). Оно подразумевало, что реклама, производство, маркетинг и тираж обеих газет контролировались Times. При этом, оба издания сохранили собственную идентичность, имея отдельные редакционные отделы со своим взглядом на освещение событий. 
Times объявила о своем намерении отменить соглашение о совместной деятельности (JOA) в 2003 году, сославшись на пункт в договоре, позволявший выйти из соглашения в случае убытков в течение трех последовательных лет. Hearst Corporation, владевший Seattle Post-Intelligencer подал в суд, утверждая, что финансовые потери Times возникли в результате форс-мажорных обстоятельств (в данном случае семинедельная забастовка членов газетной Гильдии), и что это не может быть причиной выхода из JOA. Хотя окружной судья вынес решение в пользу Hearst Corporation, Times выиграла апелляцию, получив единогласное решение Верховного суда штата Вашингтон от 30 июня 2005 года. Hearst Corporation после этого утверждал, что Times сфабриковала свои убытки в 2002 году.16 апреля 2007 года две газеты объявили о прекращении конфликта.
В итоге соглашение было прекращено, когда Post-Intelligencer прекратил публикацию печатного издания 17 марта 2009 года.

## Формат
Times содержит различные рубрики в каждом номере. Каждый ежедневный выпуск включает в себя основные и деловые новости, новости других сфер, спорт и разделы, перечисленные ниже. 
Пятница: автоновости, Weekend Plus
Суббота: бытовые советы 
Воскресенье: бизнес, шоппинг, работа, искусство и образ жизни, путешествия, журнал Pacific NW
Pacific NW — это глянцевый журнал, выходящий каждую неделю и вставленный в воскресный выпуск.

## Общие факты
- Стоимость газеты составляет 1 доллар за будничный выпуск и 2 доллара за воскресный. В удалённых регионах штата цена может быть выше.
- Владелец газеты — The Seattle Times Company[англ.][10].